# Black Rock Desert

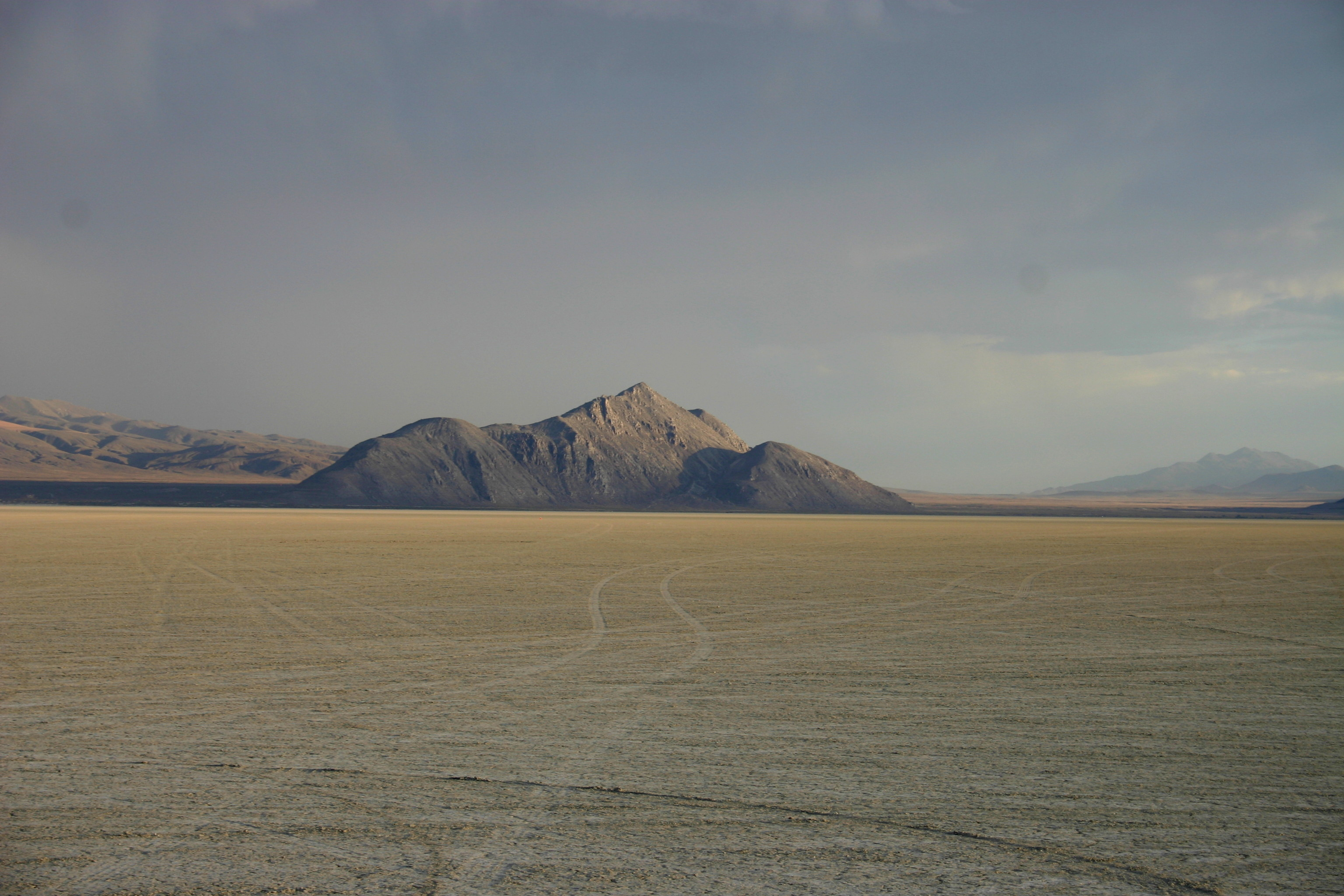
Black Rock Desert

Die Black Rock Desert ist eine trockene Wüste im nordwestlichen Teil Nevadas (USA). Sie liegt auf dem Seebett des prähistorischen Lake Lahontan, der während der letzten Eiszeit bestand. Ihre Fläche beträgt 30.044 km².
Der darin befindliche Salzsee gilt als eine der ebensten Flächen der Welt, weshalb dort 1997 mit der ThrustSSC der Geschwindigkeits-Weltrekord für Landfahrzeuge aufgestellt wurde.
In der Black Rock Desert findet das Burning Man Festival statt; ebenso werden von der Tripoli Rocketry Association und dem Civilian Space eXploration Team regelmäßig Veranstaltungen für Selbstbauraketen durchgeführt, bei denen am 17. Mai 2004 eine Flughöhe von rund 116 km (72 miles) erreicht wurde, wodurch erstmals eine nicht-kommerzielle Rakete den bei 100 km (62 mi) beginnenden Weltraum erreicht hatte.